# Para mal o para bien
Para mal o para bien es el título del séptimo álbum de estudio Rosendo Mercado -octavo en total- en su etapa en solitario, publicado en 1994 por el sello DRO.

## Información del álbum
Es el primer álbum que grabó en el estudio de El Cortijo del Aire, en el Cabo de Gata. Algunas canciones destacadas del disco son "De qué vas?", en referencia a la actitud de su hijo Rodrigo y "Hasta de perfil", una crítica al poder y en él cuenta con la colaboración de dos componentes de Celtas Cortos.

## Listado de canciones
| N.º | Título                       | Letras                                                            | Duración |  |
| 1.  | «¿De qué vas?»               | Rosendo Mercado                                                   | 3:22     |  |
| 2.  | «Tengo que no tengo»         | Rosendo Mercado                                                   | 5:23     |  |
| 3.  | «Puedo ser más eficaz»       | Rosendo Mercado                                                   | 4:03     |  |
| 4.  | «A la sombra de una mentira» | Rosendo Mercado                                                   | 5:23     |  |
| 5.  | «Hasta de perfil»            | Rosendo Mercado                                                   | 4:31     |  |
| 6.  | «Como estatuas de sal»       | Rosendo Mercado                                                   | 4:13     |  |
| 7.  | «Lo que tú y yo sabemos»     | Antonio Vega                                                      | 3:30     |  |
| 8.  | «Es natural»                 | Rosendo Mercado                                                   | 3:10     |  |
| 9.  | «Díselo tú»                  | Rosendo Mercado, Miguel Jiménez, Rafa J. Vegas, Gustavo Di Nóbile | 3:32     |  |
| 10. | «Mi tiempo»                  | Rosendo Mercado                                                   | 5:35     |  |
| 11. | «Suspensivos»                | Rosendo Mercado, Miguel Jiménez, Rafa J. Vegas, Gustavo Di Nóbile | 2:00     |  |

## Músicos
- Rosendo Mercado: Guitarra y voz
- Miguel Jiménez: Batería y percusión
- Rafa J. Vegas: Bajo
- Gustavo di Nobile: Teclados y programación
- José A. Gómez: Solo de guitarra en A la sombra de una mentira
- Carlos Soto (de Celtas Cortos): Flauta en Hasta de perfil
- Alberto García (de Celtas Cortos): Violín en Hasta de perfil
- Los Dalton Labad: Coros en Como estatuas de sal